# اللطائف الستة
اللطائف الستة في الصوفية هي «أعضاء» نفسية أو روحانية، وأحيانًا، أدوات الإدراك الحسي والفوق الحسي في علم النفس الصوفي، ويتم شرحها هنا وفقًا للاستخدام بين مجموعات صوفية معينة. ويعتقد أن هذه الخفايا الستة هي جزء من الذات بطريقة مشابهة للطريقة التي تشكل بها الغدد والأعضاء جزءًا من الجسم.
بالاستناد إلى القرآن، يعرف الكثير من المتصوفة اللطائف الستة بـ: النفس، و القلب، والسر، والروح، والخافي والأخفى.
ينطوي التطور الروحي الصوفي على ايقاظ مراكز الإدراك التي تكمن في كل شخص. تعتبر مساعدة المرشد ضرورية للمساعدة في تنشيطها بترتيب معين. يرتبط كل مركز بلون معين وبمنطقة عامة من الجسم، وغالبًا ما يرتبط بنبي معين. يعتبر تنشيط كل هذه «المراكز» جزءًا من المنهجية الداخلية للطريقة الصوفي.
يعتبر الصوفيون أن هناك طريقا على المريد أن يتبعه ليرتقي بنفسه لدرجة يستطيع بها الوصول إلى المخفي والأخفى وهي: تزكية النفس (المادية)، وتزكية القلب (الروحية) لتصبح وعاء للحب الإلهي (العشق) والتجلي الروحي وتفريغ محركات الأنانية والذكر غالبًا بتكرار أسماء الله.

## النفس
وفقًا للبعض، تقع هذا اللطيفة أسفل السرة قليلاً ولونها أصفر، وتقع بالنسبة للآخرين بين الحاجبين ولونها أزرق.
عادةً ما تستبدل كلمة نفس بـ الذات وشائع ارتباطها بالتنفس لما له علاقة متيينة بالحياة ومن دونها يصبح الكائن هامدا. ينظر بعض الصوفيين إلى مصطلح «نفس» إلى مجمل العمليات النفسية، بما في ذلك الحياة العقلية والعاطفية والطوعية الكاملة؛ ومع ذلك، فإن غالبية الصوفية المستندة إلى القرآن ترى أن «نفس» هي طبيعة إنسانية «أقل» وأنانية وعاطفية تضم، إلى جانب الطبيعة المادية، الجوانب النباتية والحيوانية للحياة البشرية. قد يتم افتراض «الأنا» كمكافئ للنفس في علم النفس الحديث. الهدف الرئيسي من المسار الصوفى هو تحويل نفس من حالته المحزنة المتمثلة في الأنا من خلال المراحل النفسية الروحية المختلفة إلى النقاء والخضوع لإرادة الله.
على الرغم من أن غالبية الأوامر الصوفية اعتمدت 7 مقامات (محطات في درب الوصول إلى الحق)، بينما بعضهم يعمل بثلاث مراحل تبدأ بـ «النفس الأمارة» وتمر بالنفس اللاوامة وتنتهي بالنفس الراضية - على الرغم من أن المرحلة النهائية لبعض الصوفية هي النفس الكامله. في جوهره، هذا مماثل تقريبا للنموذج المسيحي من خلال بورجاتيفا التي تشمل المراحل المختلفة التي يمر من خلالها الطموح الروحي في رحلة نحو الله.

## القلب
بالنسبة إلى بعضالصوفيين، تقع هذه اللطيفة على يسار الصدر، بأربعة أصابع أسفل الحلمة ولونها أصفر ذهبي، وعند أخرين باللون الأحمر. من خلال تنشيطها، يحصل المريد على المعرفة بمملكة الجن.
في المصطلحات الصوفية، يتم وصف القلب بالقلب الروحي (يجب عدم الخلط بينه وبين عضو ضخ الدم)، ويتم وصفه بأشكال مختلفة. بالنسبة للبعض، إنه مقعد الرؤية الجميلة. يرى آخرون أنها بوابة العشق أو الحب الإلهي. ومع ذلك، وبالنسبة للغالبية، هو ساحة معركة بين جيشين متحاربين هما النفس والروح. ومة أخرى، هناك جدل معنوي للقلب، فالصوفيون المتأثرون بالأفلاطونية المحدثة، فإن الجزء «الأعلى» من النفس هو العقل (ويسمونها النفس الناطقة أو «الروح العقلانية») وهو الروح العامل المركزي النشط في المعارك. باختصار، يعتبر تزكية القلب من الانضباط الروحي الضروري للسائرين على درب الصوفية والهدف هو محو كل شيء يقف في طريق تنقية حب الله أو العشق.
غالبًا ما يأخذ عامة الناس كلمة قلوبهم (الشعور الداخلي) بأنها صادقة. لكن عتد الصوفية، فإن قلب العامة من القوم في حالة نوم أو غير واعية ولا تمتلك أي وعي أو فهم صحيح. يمكن أن يخطئ هذا القلب في الحكم بسبب هيمنة الذات أو «الوسواس الخناس»، أو بسبب التفكير الشخصي البسيط. عند الصوفية، وضع الثقة في قلب نائم أو الفاقد للوعي هو أمر أحمق. عندما يهتز اسم الله في القلب، يتبعه إدراك للحق وللخطأ وللتفاهم. عندها يطلق عليه اسم القلب السليم. وحين يغير القلب اتجاه اهتمامه نحو الله يسمى القلب المنيب. هذا القلب يمكن أن يمنع الشخص من الأذى، لكنه لا يستطيع إصدار حكم صحيح. عندما يبدأ تجليات الله بالسقوط على القلب، يُطلق عليه اسم القلب الشاهد.

## الروح
وفقًا للبعض، تقع هذه اللطيفة في الجانب الأيمن من الصدر ولونها حمراء، بينما يصورها أخرون باللون الأخضر. بعد تفعيله، يتعرف الإنسان على عالم الأعراف.
يتم إيقاظها وإضائتها بالتأمل والتركيز الأحادي عليها. بمجرد أن تصبح مضاءة، يتم الشعور باهتزاز يشبه نبض القلب على الجانب الأيمن من الصدر وعندها يتمائل ذكر اسم الله، «يا الله» يقابل النبض الاهتزازي. يتم التأمل الروحي بهذه الطريقة. يعتبر هذا تقدم في المرتبة والوضع وهو أفضل من القلب. يصبح المري قادرا على السفر إلى عالم النفوس (محطة رئيس الملائكة جبرائيل). يحترق الغضب والغيظ المتصلان به ويتحولان إلى جلالة.
الروح هو المتنافس الثاني في معركة حياة الإنسان. مرة أخرى، تختلف الآراء حول الروح بين الصوفيين. البعض يراها مع الله. يرى البعض الآخر أنها كيان تم إنشاؤه. سواء كان الأمر كذلك، فإن الروح هي هضبة الإجماع بالنسبة لأغلبية الصوفيين، خاصة المبكرون أي قبل القرن الحادي عشر/الثاني عشر الميلادي. بالنسبة لأولئك المتصوفة الأغنوصيين، وبخاصة عند الفرق البكداشيه أو المولوية، هي شرارة الروح، الكيان الخالد أو «الذات الحقيقية». لكن غالبية الصوفيين يعتبرون هذا تكهناً باهظًا لا لزوم له ويتمسكون بالمفهوم التقليدي الأكثر أهمية وهي أنها الروح الخاملة التي تحتاج إلى الإيقاظ عن طريق الصلاة المتواصلة والعمل الدؤوب من أجل تحقيق التجلية الروحية. ومن المفارقات أن هذه الخاصية الروحية يشار إليها مرارًا وتكرارًا بمصطلحات النفس من خلال الممارسات الدينية الصارمة من أجل تحقيق التنور.

## السر
يقع السر في الضفيرة الشمسية ويعطى اللون الأبيض. وهي تسجل أوامر الله للفرد في تشابه ما هو موجود أصلاً في اللوح المحفوظ. بعد تفعيله، يتعرف الإنسان على عالم المثال يرتبط هذا المركز بالوعي.
يمكن إيقاظ السر بالتأمل والتركيز الأحادي على اسم الله، «يا حي يا قيوم». في حالة الحلم أو عن طريق الانفصال الروحي عن الجسد المادي في «التأمل التجاوزي» يصل المريد في رحلته إلى عالم الأسرار.
يكون تفريغ السر بشكل أساسي على التركيز على أسماء الله وصفاته في ذكر دائم، وبالتالي تحويل انتباه المرء عن الجوانب الدنيوية المادية للحياة البشرية وتثبيتها على العالم الروحي. تشير كلمة «إفراغ» إلى نفي وإلغاء النزوع البشري المتمحور حول الأنا.

## الخفي
وفقًا للبعض، يقع في منتصف الجبهة (بين العينين أو موضع العين الثالثة)، ولونه أسود، وعند أخرين أزرق. هو ما يعادل الكتاب المرقوم.
وفقا للآخرين يقع إلى يمين مركز الصدر. وفقًا للترتيب النقشبندي، يقع في أعلى يمين الصدر، وهو ذو لون أسود. عند التأمل، يذكر اسم الله «يا واحد». إنه أخضر اللون ويمكن أن يصل إلى عالم التوحيد.
مصطلح خافي يعني غامضة، غامضة أو كامنة الدقة. وهو يمثل الحدس.

## الأخفى
عند البعض، يقع عميقا داخل الدماغ أو في قمة الرأس. لون أخضر عند البعض وبنفسجي عند الأخرين تسمى النقطة الواحدة حيث يتجلى الله فيها عند كل البشر. . أنه يحتوي على معلومات حول المعرفة الخفية للكون. عن طريق الدخول في هذه النقطة، يدخل الإنسان في نظام الكون والقوانين التي تحكم الكون. ويرتبط هذا المركز مع الإدراك العميق.
وفقا لبعض يقع هذا في وسط الصدر. يتم إيقاظه بالتأمل على اسم الله «يا أحد». وهو مرتبط بحجاب عالم التوحيد الذي هو عرش الله.

## روابط خارجية
- مستويات القلب - الدليل الكامل لكشف أسرار القلوب
- طبيعة نفس
- النفس في النوم والموت
- محاضرات "لوح القلم" خواجة شمس الدين عزيمي" عن كتاب " قلندر بابا عليا ".

## قراءة معمقة
- الإمام آبي القاسم الجنيد. 2012. السر في أنفاس الصوفية. بيروت: كتاب - ناشرون.
- صلاح الدين الشيباني، عبد الله الشيباني الموصلي. 1983. سر السر في فلسفة علم النفس من وجهة النظر الصوفية. ويليه اللمعة الموصلية في معرفة اللغة العربية. مكتبة الشيباني الموصلي.
- أبي حامد الغزالي. 1111م. المنقذ من الضلال والموصل إلى ذي العزة والجلال. واشنطن: جمعية البحث في القيم والفلسفة.